# Сватбата на Бетси
„Сватбата на Бетси“ (на английски: Betsy's Wedding) е американска романтична комедия от 1990 г., написан и режисиран от Алън Алда, който изплънява една от главните роли. Във филма още участват Джоуи Бишоп, Маделин Кан, Катрин О'Хара, Джо Пеши, Али Шийди, Бърт Йънг и Моли Рингуолд. Филмът е пуснат по кината на 22 юни 1990 г. от Буена Виста Пикчърс Диструбюшън.